# Niels Ebbesens Gade (Aalborg)
Niels Ebbesens Gade er opkaldt efter den danske nationalhelt Niels Ebbesen, d. 1340. Han blev nationalhelt, da han den 1. april 1340 dræbte den holstenske greve Gerhard 3. af Holsten, også kaldet "den kullede greve". Drabet indledte kampen mod de holstenske panthavere i Jylland .

## Gadens historie
Den 30. april 1877 blev Niels Ebbesens Gade navngivet som en selvstændig gade på stykket fra Danmarksgade over Vor Frue Plads til Bredegade .
Gaden skulle oprindelig have været en del af Danmarksgade, der var planlagt som en vinkelgade.
I dag går Niels Ebbesens Gade fra Bredegade over Frederikstorv til Jyllandsgade.

## Huse i gaden
Det gamle posthus
Ud mod Niels Ebbesens Gade ligger der, lige syd for Vor Frue Kirke, et bindingsværk. Dette hus blev opført mellem 1625 og 1650, og lå oprindeligt på hjørnet af Adelgade og Algade 42.
Der har boet flere markante borgere i huset indtil 1847, hvor bygningen blev overtaget af staten og omdannet til et posthus.
Huset blev taget ned i 1908-1909 og genopført på Niels Ebbesens Gade nær Vor Frue Kirke, hvor det stadig står. Der var dog dem, som mente, at huset blev restaureret så meget, at det ikke længere lignede det, der tidligere lå ved Algade. Efter opførelsen på Niels Ebbesens Gade blev huset taget i brug som Aalborgs første folkebibliotek. Det blev dog for lille, så i årene 1929-1930 blev bindingsværket udvidet med et par nye fløje, hvor biblioteket flyttede ind. Selve bindingsværket blev herefter taget i brug som børnebibliotek, hvilket det fortsatte med at være frem til 1980, hvor Hovedbiblioteket i Aalborg blev opført i Rendsburggade 2. Vor Frue Sogn overtog råderetten over bindingsværket, som kom til at fungere som bolig for sognepræsten og efterfølgende som menighedshus og kirkekontor for sognet. Det fungerer stadig som kirkekontor for sognet.
De fløje, hvor biblioteket var frem til 1980, huser i dag Det danske Udvandrerarkiv og Aalborg Stadsarkiv.
Fra hotel til værtshus
I dag ligger der på Niels Ebbesens Gade nr. 19 et værtshus ved navn Smedekroen. Værtshuset åbnede i 1946, og er et af Aalborgs ældste etablissementer af den art. Før Smedekroen åbnede, lå der en restaurant, som fungerede fra 1935 til 1945, og før restauranten åbnede i 1935, lå der et luksushotel, som hed Hotel Kronprinsen, i bygningen.